# Moenkhausia surinamensis
Moenkhausia surinamensis es una especie de peces de la familia Characidae en el orden de los Characiformes.

## Morfología
Los machos pueden llegar alcanzar los 10 cm de longitud total.

## Hábitat
Vive en zonas de clima tropical.

## Distribución geográfica
Se encuentran en Sudamérica:  cuencas de los ríos  Surinam, Saramacca, Oyapock, Approuague,  Condado y Sinnamary.